# Alexander Martin
Alexander Martin (Hunterdon megye, 1740 – Stokes megye, 1807. november 10. vagy 1807. november 11.) az Amerikai Egyesült Államok szenátora (Észak-Karolina, 1793–1799).